# روبرتو سوازو کوردووا
روبرتو سوازو کوردووا (انگلیسی: Roberto Suazo Córdova؛ زادهٔ ۱۷ مارس ۱۹۲۷ – درگذشتهٔ ۲۲ دسامبر ۲۰۱۸) یک سیاست مدار اهل هندوراس بود. او از ۲۷ ژانویه ۱۹۸۲ تا ۲۷ ژانویه ۱۹۸۶ رئیس‌جمهور هندوراس بود. روبرتو سوازو کوردووا در ۲۲ دسامبر ۲۰۱۸، در سن ۹۱ سالگی درگذشت.